# Джордан, Джереми
Дже́реми Майкл Джо́рдан (англ. Jeremy Michael Jordan; род. 20 ноября 1984, Корпус-Кристи, Техас, США) — американский актёр театра, кино и телевидения и певец. Известен по ролям в телесериалах «Смэш» и «Супергёрл».

## Биография
Джордан окончил Итакский колледж в Итаке, штат Нью-Йорк, со степенью бакалавра изящных искусств в области музыкального театра. Принимал участие в бродвейских постановках мюзиклов «Рок на века» (2009), «Вестсайдская история» (2009—2010), «Бонни и Клайд» (2011), «Продавцы новостей» (2012).
Среди экранных работ Джордана наиболее известны роли Джимми Коллинза во втором сезоне музыкальной драмы канала NBC «Смэш» (2013) и Уинна Шотта в «Супергёрл» (2015—2018). Появлялся в эпизодах сериалов «Закон и порядок: Специальный корпус», «Элементарно» и других.
Лауреат премии «Театральный мир» (за «Бонни и Клайда»), номинант на «Грэмми», «Тони» и «Драма Деск» (за «Продавцов новостей»).
С 2012 года Джордан женат на актрисе Эшли Спенсер.

## Работы

### Театр
| Год       | Название             | Оригинальное название | Роль                     |
| --------- | -------------------- | --------------------- | ------------------------ |
| 2009      | Рок на века          | Rock of Ages          | Дрю, Франц, Стэйси Джекс |
| 2009—2010 | Вестсайдская история | West Side Story       | Тони                     |
| 2011      | Бонни и Клайд        | Bonnie & Clyde        | Клайд Бэрроу             |
| 2012—2014 | Продавцы новостей    | Newsies               | Джек Келли               |
| 2018—2019 | Американский сын     | American Son          | Пол Ларкин               |
| 2019      | Официантка           | Waitress              | Джим Поматтер            |

### Кино и телевидение
| Год       |   | Русское название                    | Оригинальное название       | Роль               |
| --------- | - | ----------------------------------- | --------------------------- | ------------------ |
| 2008      | с | Закон и порядок: Специальный корпус | Law & Order: SVU            | Дуг Уолшен         |
| 2012      | ф | Радостный шум                       | Joyful Noise                | Рэнди Гаррити      |
| 2013      | с | Смэш                                | Smash                       | Джимми Коллинз     |
| 2013      | с | Элементарно                         | Elementary                  | Джоуи Касторо      |
| 2014      | ф | Последние пять лет                  | The Last Five Years         | Джейми Веллерстейн |
| 2015      | ф | Эмили и Тим                         | Emily & Tim                 | Рэймонд Файер      |
| 2015      | с | Закон и порядок: Специальный корпус | Law & Order: SVU            | Скай Аддерсон      |
| 2015—2020 | с | Супергёрл                           | Supergirl                   | Уинн Шотт          |
| 2017      | с | Флэш                                | The Flash                   | Грейди / Уинн Шотт |
| 2019      | ф | Американский сын                    | American Son                | Пол Ларкин         |
| 2020      | ф | Холли и Айви                        | Holly & Ivy                 | Адам               |
| 2021      | ф | Перепутанные в Средиземноморье      | Mix Up in the Mediterranean | Джош, Джулиан      |
| 2022      | ф | Над пропастью в любви               | Hanukkah on Rye             | Джейкоб            |
| 2023      | ф | Рождение легенд                     | Spinning Gold               | Нил Богарт         |

### Видео
| Год  | Песня                       | Ссылка | Примечание    |
| ---- | --------------------------- | ------ | ------------- |
| 2019 | Oh, What a Beautiful Mornin |        |               |
| 2019 | The Next Ten Minutes Ago    |        | ft. Лора Оснс |

## Награды и номинации
| Год  | Премия          | Категория                                    | Работа            | Результат |
| ---- | --------------- | -------------------------------------------- | ----------------- | --------- |
| 2012 | Театральный мир | Лучший дебют                                 | Бонни и Клайд     | Победа    |
| 2012 | Тони            | Лучший исполнитель главной роли в мюзикле    | Продавцы новостей | Номинация |
| 2012 | Драма Деск      | Лучший актёр мюзикла                         | Продавцы новостей | Номинация |
| 2013 | Грэмми          | Лучший альбом на основе театрального мюзикла | Продавцы новостей | Номинация |